# متیسهال
متیسهال (به انگلیسی: Mattishall) یک روستا و محله مدنی در بریتانیا است که در Breckland District واقع شده‌است. متیسهال ۱۱٫۸۹ کیلومتر مربع مساحت و ۲٬۶۳۱ نفر جمعیت دارد.